# Granbågmätare
Granbågmätare (Macaria signaria) är en fjärilsart som först beskrevs av Jacob Hübner 1809.  Granbågmätare ingår i släktet Macaria, och familjen mätare. Arten är reproducerande i Sverige.